# Bronisław Regulski

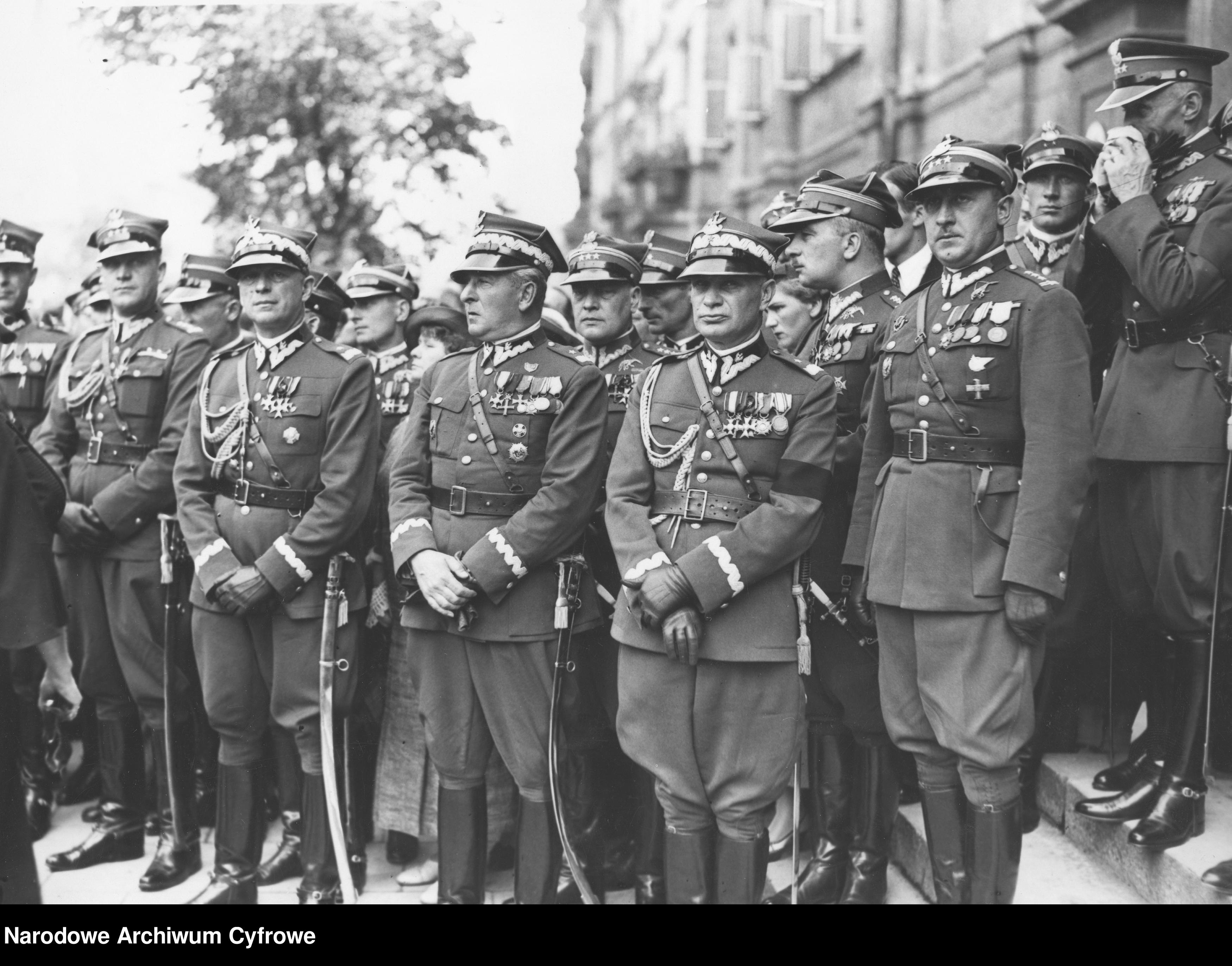
21 lipca 1936 na pogrzebie kpt. pil. Aleksandra Łagiewskiego, stoi w pierwszym szeregu, jako czwarty od prawej

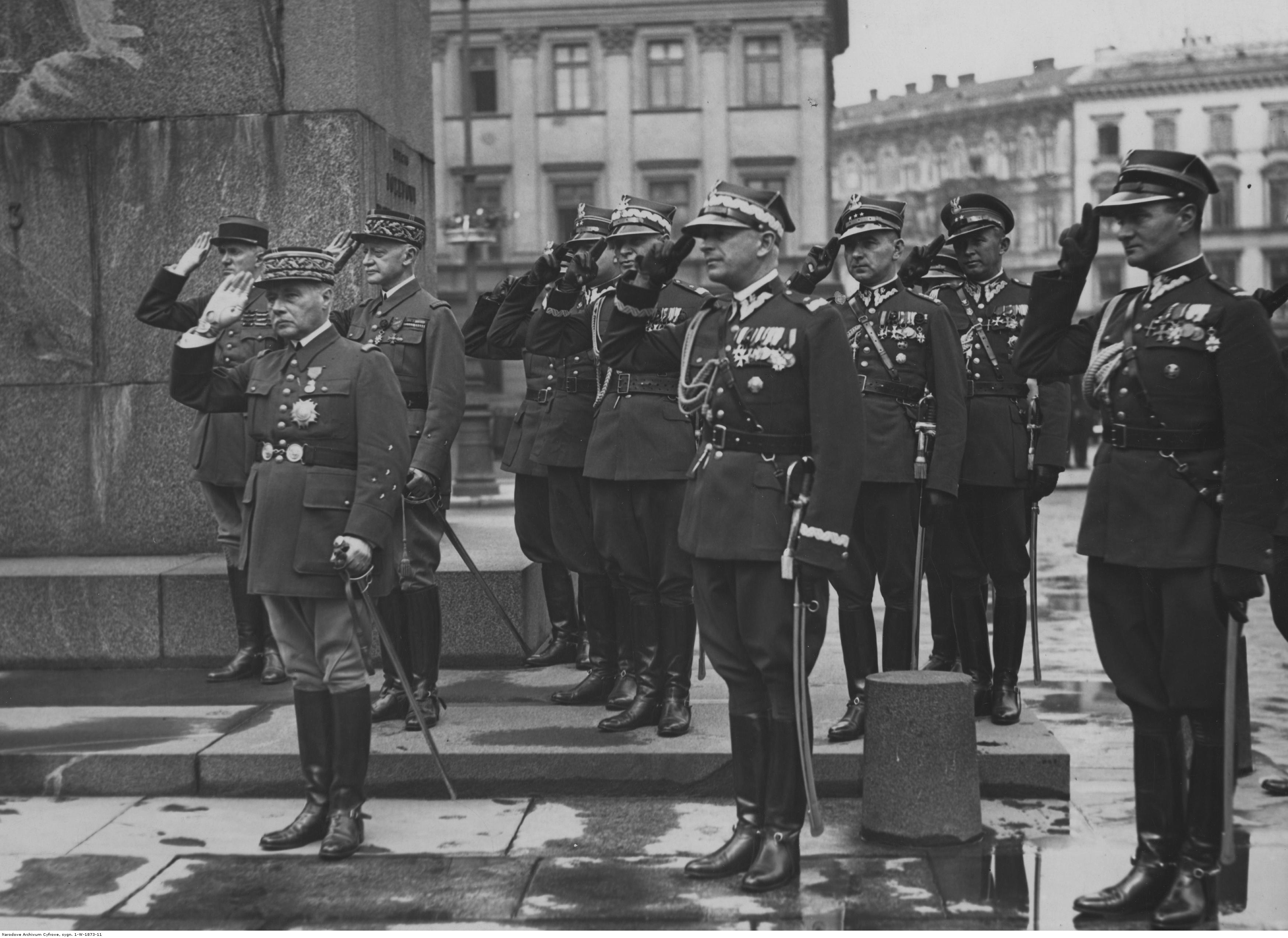
13 sierpnia 1936 asystuje gen. Maurice Gamelin podczas składania wieńca na Grobie Nieznanego Żołnierza w Warszawie

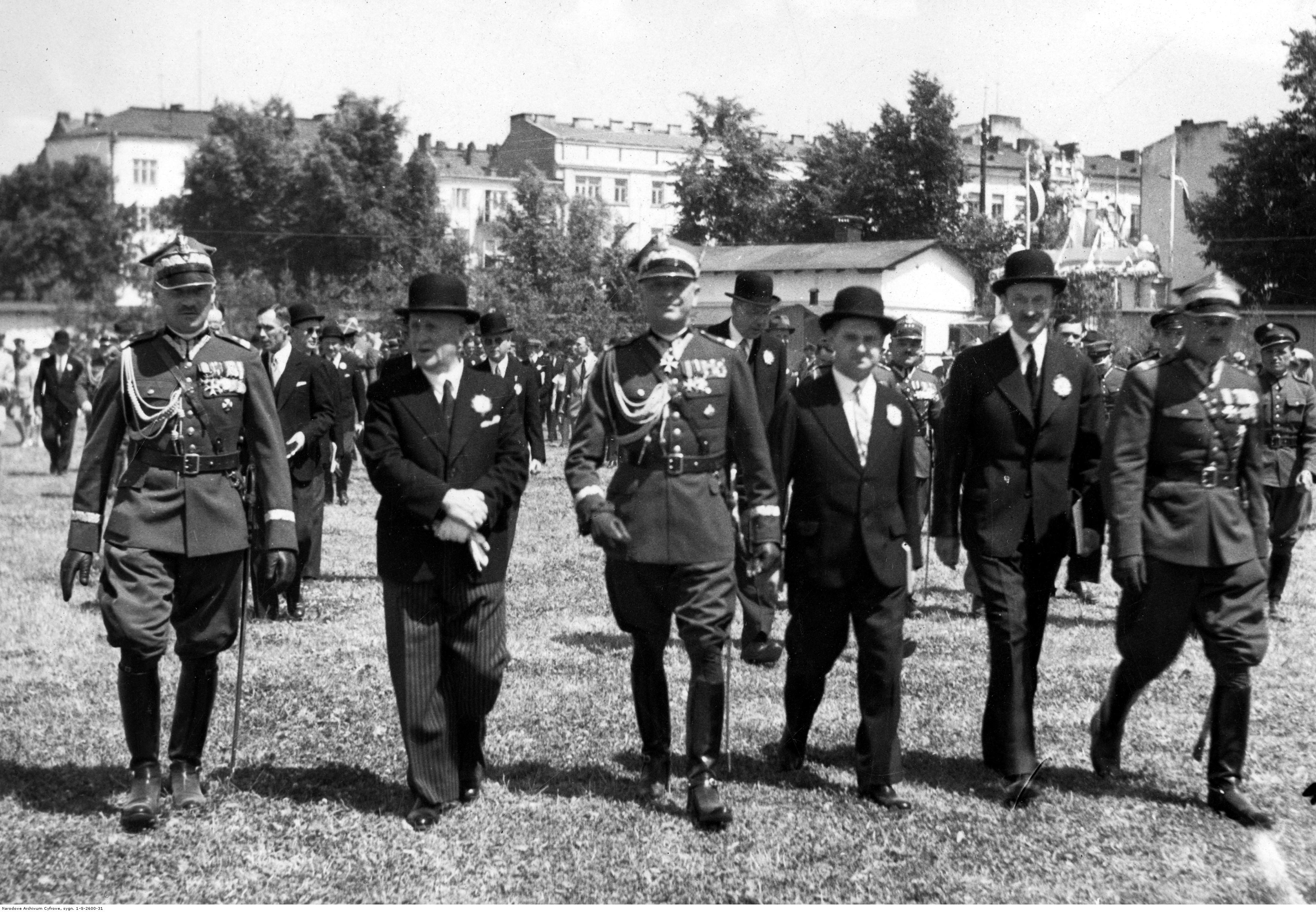
1939 na pokazie koni w Lublinie

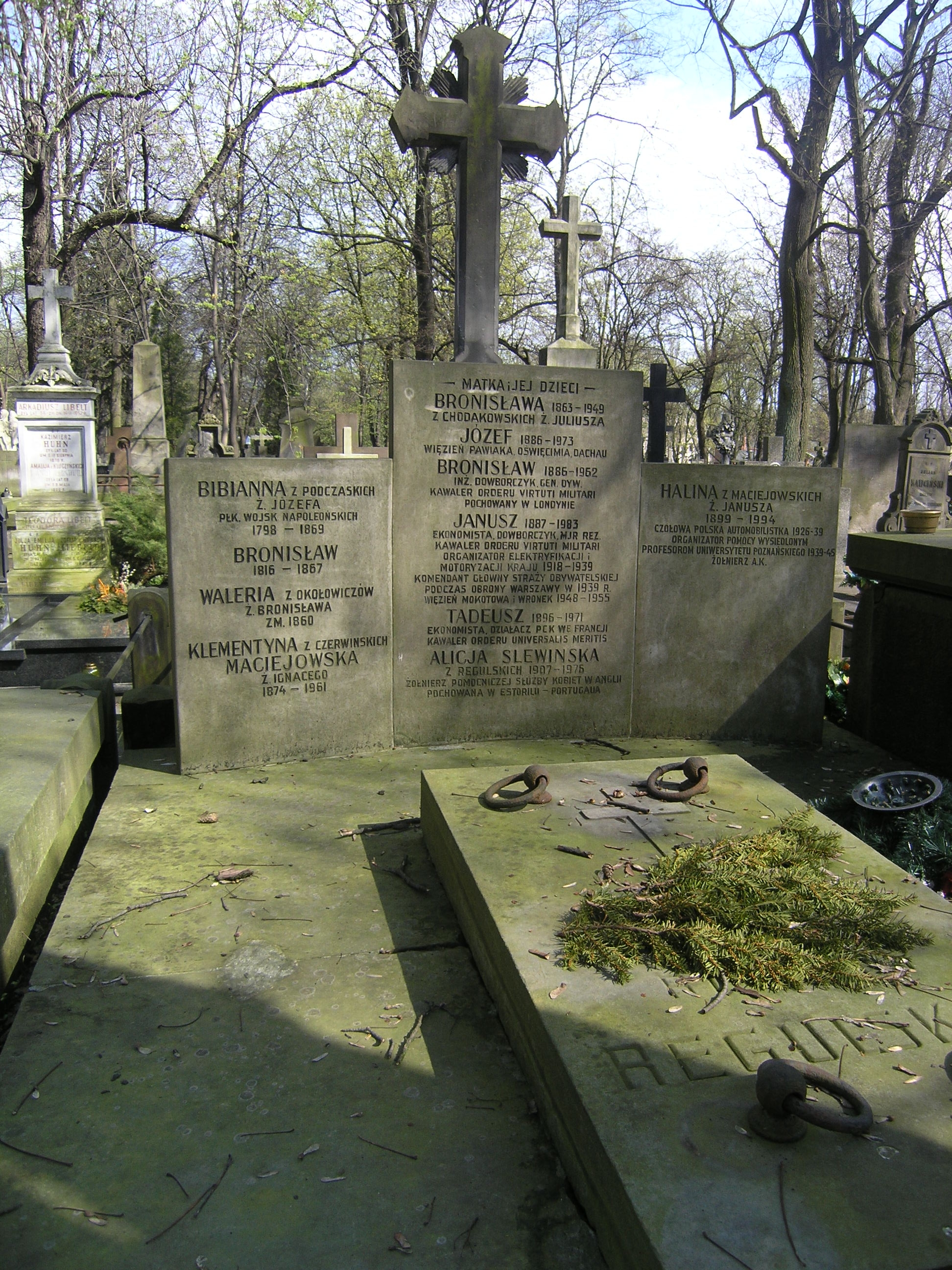
Symboliczny grób gen. Bronisława Regulskiego na Starych Powązkach
w Warszawie, kwiecień 2012

Bronisław Regulski (ur. 10 marca 1886 w Warszawie, zm. 24 września 1961 w Londynie) – generał dywizji Wojska Polskiego, inżynier mechanik, kawaler Orderu Virtuti Militari.

## Życiorys
Urodził się 10 marca 1886 roku w Warszawie, w rodzinie Juliusza, urzędnika kolejowego, i Bronisławy Kunegundy z Dołęga-Chodakowskich. Był bliźniakiem Józefa (1886–1973) oraz starszym bratem Janusza (1887–1983), Tadeusza (1896–1971) i Alicji (1907–1975).
W latach 1895–1904 pobierał nauki w gimnazjum realnym w Łowiczu. Po zdaniu egzaminu maturalnego rozpoczął studia w Instytucie Politechnicznym w Warszawie. Od 1905 przebywał w Belgii, gdzie studiował na uniwersytecie i politechnice w Liège. Studia ukończył w 1913 roku. W międzyczasie (od 21 grudnia 1911 roku do 26 września 1912 roku) odbył obowiązkową służbę wojskową w rosyjskim 4 pułku strzelców, w charakterze jednorocznego ochotnika. 23 grudnia 1912 roku został mianowany chorążym rezerwy piechoty. Wrócił do Polski na krótko przed wybuchem I wojny światowej.
18 lipca 1914 roku został zmobilizowany do formowanego w Kobryniu 4 batalionu taborów (ros. 4-й обозный батальон) na stanowisko dowódcy 18 kolumny taborowej (ros. 18-й военный транспорт). 12 grudnia 1915 roku został przydzielony do sztabu 1 Dywizji Kawalerii na stanowisko oficera do zleceń, a w styczniu 1916 roku przydzielony do sztabu 2 Armii na takie samo stanowisko. Następnie wrócił na stanowisko dowódcy 18 kolumny taborowej . 24 października 1917 roku został wyznaczony na stanowisko dowódcy tego batalionu z uprawnieniami dowódcy brygady artylerii. 12 grudnia 1916 roku awansował na podporucznika ze starszeństwem z 25 grudnia 1915 roku.
Od 15 grudnia 1917 roku pełnił służbę w sztabie I Korpusu Polskiego w Rosji na stanowisku starszego adiutanta. W czerwcu 1918  roku awansował na porucznika ze starszeństwem z 23 grudnia 1916  roku. 7 lipca 1918 roku został zwolniony ze służby z powodu demobilizacji korpusu. Od 1 sierpnia tego roku pracował Komisji Wojskowej Rady Regencyjnej na stanowisku referenta.
25 października 1918  roku przyjęty został do Wojska Polskiego z byłego I Korpusu Polskiego, z zatwierdzeniem posiadanego stopnia podporucznika ze starszeństwem z dnia 25 października 1915 roku. Od 1 listopada 1918 roku pełnił służbę w Oddziale III Naczelnego Dowództwa, początkowo jako referent operacyjny, a od końca kwietnia 1919 roku – szef Sekcji „Wschód”. 16 października 1919  roku zwrócił się do ministra spraw wojskowych o „zaliczenie jako oficera zawodowego armii polskiej”. Od 2 stycznia 1920  roku był słuchaczem I Kursu Normalnego Wyższej Szkoły Wojennej w Warszawie. 17 kwietnia tego roku przydzielony został do Kwatery Głównej Naczelnego Wodza na stanowisko szefa sekcji i zastępcy szefa oddziału. Wziął udział w wyprawie kijowskiej. Od 25 maja ponownie w Oddziale III ND na stanowisku szefa wydziału, a od końca czerwca – szefa sekcji i zastępcy szefa oddziału. 19 sierpnia został zatwierdzony z dniem 1 kwietnia 1920  roku w stopniu kapitana, w piechocie, w grupie oficerów byłych Korpusów Wschodnich i byłej armii rosyjskiej. Od 20 sierpnia w Kwaterze Głównej Naczelnego Wodza w Siedlcach na stanowisku szefa Oddziału Operacyjnego. Od połowy września znów w Oddziale III ND na stanowisku szefa sekcji i zastępcy szefa oddziału, a od 20 października do 18 listopada – w zastępstwie szef Oddziału III. 23 października 1920 roku został mianowany z dniem 1 kwietnia 1920 roku majorem w piechocie. Od 18 listopada do 12 grudnia na stanowisku szefa sekcji w Oddziale III. Od 23 grudnia 1920 roku do 9 stycznia 1921 roku był oficerem łącznikowym przy Wysokim Komisarzu Ligi Narodów w Gdańsku.
Od stycznia do września 1921 roku kontynuował naukę na Kursie Wyższej Szkoły Wojennej. Po zakończeniu nauki i uzyskaniu dyplomu naukowego oficera Sztabu Generalnego, przydzielony został do Oddziału IV Sztabu Generalnego. 3 maja 1922 roku zweryfikowany został w stopniu podpułkownika ze starszeństwem z dniem 1 czerwca 1919 roku i 195. lokatą w korpusie oficerów piechoty. Z dniem 1 lipca 1923 roku mianowany został pełniącym obowiązki szefa Oddziału IV Sztabu Generalnego. Z dniem 25 września 1924 roku został zwolniony z obowiązków zastępcy członka Oficerskiego Trybunału Orzekającego. 1 grudnia 1924 roku prezydent RP nadał mu stopień pułkownika z dniem 15 sierpnia 1924 roku i 44. lokatą w korpusie oficerów piechoty. 9 grudnia 1925 roku został czasowo przydzielony do dyspozycji ministra spraw wojskowych. Od 25 kwietnia do 5 czerwca 1926 roku był słuchaczem kursu unitarno-informacyjnego dla kandydatów na dowódców pułków w Doświadczalnym Centrum Wyszkolenia w Rembertowie. 28 sierpnia 1926 roku został mianowany szefem Oddziału IV SG. 21 lutego 1928 roku został przeniesiony do 25 pułku piechoty w Piotrkowie na stanowisko dowódcy pułku. 28 stycznia 1929 roku mianowany został dowódcą piechoty dywizyjnej 13 Dywizji Piechoty w Równem. Od 7 listopada 1932 roku do 24 sierpnia 1933 roku pełnił w zastępstwie obowiązki dowódcy tej dywizji. 19 października 1934 roku prezydent RP mianował go zastępcą I wiceministra spraw wojskowych. Na generała brygady został awansowany ze starszeństwem z 1 stycznia 1936 roku i 1. lokatą w korpusie generałów. Na początku czerwca 1935  roku został wybrany I wiceprezesem zarządu Towarzystwa Wiedzy Wojskowej. Na stanowisku zastępcy I wiceministra spraw wojskowych pozostał do 1939 roku.
18 września 1939 roku przedostał się do Rumunii, a na początku 1940  roku do Francji. Od kwietnia 1940 roku dowodził zgrupowaniem wojsk pancernych i zmotoryzowanych w Awinionie. Po klęsce Francji przedostał się do Anglii, gdzie w lipcu został komendantem Centrum Wyszkolenia Armii, a od sierpnia 1940 roku do lipca 1945 roku pełnił funkcję attaché wojskowego i komendanta Biura Wojskowego w Londynie. 1 czerwca 1945 roku został awansowany na generała dywizji. Od lipca 1945 roku do lipca 1947 roku był głównym oficerem łącznikowym przy brytyjskim Ministerstwie Wojny. Później pracował w firmie „Tazab”. Był wraz z gen. Andersem jednym z głównych założycieli londyńskiego „Ogniska Polskiego”. Zginął 24 września 1961 roku w Londynie w wypadku samochodowym i został pochowany na cmentarzu Brompton w Londynie. Jego symboliczny grób znajduje się na cmentarzu Powązkowskim w Warszawie (B-4-11,12).
6 stycznia 1935 roku w Warszawie ożenił się z Zofią Wacławą Barbarą z Wajchtów (ur. 12 stycznia 1890 roku), primo voto Daszewską, wyznania ewangelicko-reformowanego, rozwiedzioną. Ślubu udzielił ksiądz Paweł Dilis, kaznodzieja Parafii Wileńskiej Ewangelicko-Reformowanej. Miał trzy pasierbice i pasierba Jana Kazimierza Daszewskiego (1916–1942), kapitana pilota Polskich Sił Powietrznych w Wielkiej Brytanii, kawalera Orderu Virtuti Militari.

## Ordery i odznaczenia
- Krzyż Srebrny Orderu Wojskowego Virtuti Militari nr 5236 – 28 lutego 1922[36]
- Krzyż Komandorski Orderu Odrodzenia Polski – 10 listopada 1938 „za zasługi w służbie wojskowej”[37][38]
- Krzyż Oficerski Orderu Odrodzenia Polski – 7 listopada 1925 „za zasługi na polu zaopatrzenia armji”[39][40]
- Krzyż Walecznych po raz pierwszy[41], w zamian za amarantową wstążkę otrzymaną 1 lipca 1918[42]
- Złoty Krzyż Zasługi z Mieczami[32]
- Złoty Krzyż Zasługi – 19 marca 1931 „za zasługi na polu organizacji i wyszkolenia wojska”[43][44]
- Medal Pamiątkowy za Wojnę 1918–1921
- Medal Dziesięciolecia Odzyskanej Niepodległości
- Odznaka „Znak Pancerny” – honorowo 11 listopada 1935[45]
- Krzyż Komandorski Orderu Korony Rumunii – 4 grudnia 1923[46] i 31 stycznia 1924[47][48]
- Krzyż Komandorski czechosłowackiego Orderu Lwa Białego – 30 stycznia 1926[49]
- Krzyż Komandorski jugosłowiańskiego Orderu Białego Orła – 8 marca 1926[50]
- Krzyż Komandorski francuskiego Orderu Legii Honorowej – 1936[51][52]
- Krzyż Kawalerski francuskiego Orderu Legii Honorowej nr 30518 – 23 czerwca 1925[53]
- Order Łaźni III klasy (Wielka Brytania)
- Order Świętego Stanisława 2 stopnia[54] – 30 stycznia 1917[6]
- Order Świętej Anny 3 stopnia[55] – 26 czerwca 1916[6]
- Order Świętego Stanisława 3 stopnia[55] – 27 czerwca 1915[6]
- Medal Zwycięstwa – 20 kwietnia 1925[56]